# Nävragöl
Nävragöl är en tätort i Karlskrona kommun i Blekinge län.

## Befolkningsutveckling
| Befolkningsutvecklingen i Nävragöl 1970–2020 | Befolkningsutvecklingen i Nävragöl 1970–2020 | Befolkningsutvecklingen i Nävragöl 1970–2020 | Befolkningsutvecklingen i Nävragöl 1970–2020 | Befolkningsutvecklingen i Nävragöl 1970–2020 |
| -------------------------------------------- | -------------------------------------------- | -------------------------------------------- | -------------------------------------------- | -------------------------------------------- |
|                                              |                                              |                                              |                                              |                                              |
| År                                           |                                              |                                              | Folkmängd                                    | Areal (ha)                                   |
| 1970                                         | 1970                                         |                                              | 247                                          |                                              |
| 1975                                         | 1975                                         |                                              | 264                                          |                                              |
| 1980                                         | 1980                                         |                                              | 297                                          |                                              |
| 1990                                         | 1990                                         |                                              | 253                                          | 32                                           |
| 1995                                         | 1995                                         |                                              | 227                                          | 32                                           |
| 2000                                         | 2000                                         |                                              | 226                                          | 32                                           |
| 2005                                         | 2005                                         |                                              | 229                                          | 32                                           |
| 2010                                         | 2010                                         |                                              | 210                                          | 32                                           |
| 2015                                         | 2015                                         |                                              | 222                                          | 43                                           |
| 2020                                         | 2020                                         |                                              | 220                                          | 39                                           |
| Anm.: Ny tätort 1970                         |                                              |                                              |                                              |                                              |

## Samhället
Hembygdsföreningen ansvarar för hembygdsgården Ekegården, där det drivs en ideell ungdomsgård. 
Alljungen är ett stort fritidsområde med mycket möjligheter till avkoppling och rekreation året om.

## Näringsliv
Här finns flera företag med anknytning till bilbranschen, mindre hantverksföretag, skoaffär, cykelaffär, och vapenaffär, stuguthyrning, camping, byggföretag och bostadsbolag med flera.